# Retrat de Lluís XIV
Retrat de Lluis XIV és una obra del pintor rossellonès Jacint Rigau-Ros i Serra. Es tracta de la pintura més reconeguda de l'autor i l'obra més representativa del rei Lluís XIV de França. Es conserva al Museu del Louvre de París.

## Descripció
L'obra mostra el monarca Lluís XIV de França lleugerament inclinat cap a l'espectador, amb posició majestàtica. Porta les robes de la seva coronació, brodats amb la flor de lis i folre d'ermini i vellut blau. També porta una voluminosa perruca negra. El rei subjecta amb una mà el ceptre i amb l'altra l'espasa reial.
Al fons s'entreveu la decoració del palau reial, amb teixits, marbres nobles i joies. En segon pla s'hi veu la corona reial.
El quadre va ser encarregat com a regal pel net el monarca, Felip V d'Espanya per celebrar la seva coronació. Malgrat això, va agradar tant a la cort que mai va ser enviat a Espanya. Representa l'essència de l'absolutisme, encarnat en la dinastia borbònica a França i a Espanya.